# Echinogorgia abietina
Echinogorgia abietina is een zachte koraalsoort uit de familie Plexauridae. De koraalsoort komt uit het geslacht Echinogorgia. Echinogorgia abietina werd in 1919 voor het eerst wetenschappelijk beschreven door Kükenthal. 